# Wena profe
Wena profe es una telenovela chilena de comedia musical. Se estrenó por la cadena pública Televisión Nacional de Chile desde el 25 de septiembre de 2017 hasta el 11 de mayo de 2018.
Escrita por Carlos Galofré, en colaboración de Rodrigo Ossandón, Luiz López-Aliaga y Francisca Fuenzalida con la dirección de guion de Jimena Oto y la dirección de contenidos de Julio Rojas. Dirigida por Francisca Bustamante, con la producción general de Jenny Contreras y la dirección general de Rodrigo Meneses bajo la producción ejecutiva de Mauricio Campos.  
Protagonizada por Marcelo Alonso en el personaje titular, junto a María Elena Swett y Belén Soto, y cuenta con el rol antagónico de Néstor Cantillana.
El título de la telenovela corresponde un modismo coloquial chileno equivalente a exclamar la frase ¡Que bien, profesor!, siendo comúnmente utilizado por los estudiantes como expresión espontánea de alegría para señalar que alguna decisión tomada por el docente durante la clase es de su agrado.

## Argumento
Javier Meza (Marcelo Alonso), es un músico talentoso y generoso que siempre está dispuesto a ayudar a los demás, pero es de clase humilde y sin estabilidad laboral. Años atrás su esposa falleció en un accidente automovilístico y desde entonces sus acaudalados suegros asumieron la tutela de su hija Florencia (Belén Soto Infante) lo que ha arruinado toda posible relación entre ambos ya que durante muchos años Pedro Domínguez (Patricio Achurra), el abuelo de la muchacha, se ha dedicado a convencer a Florencia que Javier es un individuo ruin y el responsable de la muerte de su madre. Aunque al comienzo de la historia su hija finalmente le da una oportunidad para reunirse y hablar, Javier no puede asistir ya que mientras trabajaba cantando en un supermercado por un malentendido se enzarza en una descabellada pelea con una cliente llamada Bárbara Fernández (María Elena Swett) que acaba con ambos arrestados y con Florencia confirmando la supuesta mala imagen de Javier al dejarla plantada.
Intentando reconciliarse con su hija, Javier se presenta en el Bristol School, un colegio santiaguino en donde estudia Florencia, allí conoce a Ana María Sepúlveda (Carolina Arregui), sostenedora del colegio, quien se encuentra en problemas ya que su establecimiento carece de un profesor de música, por lo que al enterarse de que Javier es artista ambos deciden que finja ser docente, de esta forma Ana María podrá llenar la vacante y Javier obtener un empleo bien remunerado haciendo lo que le gusta y, más importante aún, estar cerca de Florencia.
Para sorpresa de Javier la directora del establecimiento resulta no ser otra más que Bárbara, quien es una mujer rígida y de visión cuadrada, pero que a la larga se muestra amable y en poco tiempo simpatiza con el nuevo profesor, despertando en ambos sentimientos que incomodan a la mujer, ya que a sus ojos Javier representa todo lo que un adulto responsable y maduro debe rechazar y dejar atrás. Por su parte, Javier resulta ser un profesor poco ortodoxo y sin conocimientos sobre pedagogía, pero en poco tiempo, y contra todo pronóstico, se muestra como un docente innovador y una voz que aconseja y ayuda a sus alumnos, logrando conectarse con ellos y generando un cambio en la actitud de estos hacia la vida y los adultos, especialmente en Diego Vial (Francisco Dañobeitía), el díscolo hijo de Bárbara y compañero de salón de Florencia.
El problema surge con Rodrigo Sarmiento (Néstor Cantillana), profesor de física del colegio, quien a pesar de ser un profesor modelo con estudios y grandes conocimientos pedagógicos es un individuo desagradable y prepotente, con aires de grandeza respecto a su autoridad por ser docente ya que sostiene una relación sentimental con Bárbara y ve por lo tanto a Javier como un obstáculo que debe quitar del camino; por ello, termina aliándose con Pedro y juntos no escatiman trampas y calumnias, en planes e intentos de arruinar la reputación de éste y alejarlo de Bárbara y Florencia.

## Reparto

### Principales
- Marcelo Alonso como Javier Meza.[4]
- María Elena Swett como Bárbara Fernández.
- Belén Soto como Florencia Meza.
- Francisco Dañobeitía como Diego Vial.
- Carolina Arregui como Ana María Sepúlveda.
- Néstor Cantillana como Rodrigo Sarmiento.
- Patricio Achurra como Pedro Domínguez.

### Secundarios
- Amaya Forch como Jimena González.
- Alejandra Fosalba como Rosa Sanhueza.
- Delfina Guzmán como Estela Novoa.[8]
- Héctor Morales como Samuel Cornejo.
- Matías Assler como Benjamín Salas.
- Daniela Nicolás como Constanza Marshall.
- Otilio Castro como Idelfonso Andrade.
- Gloria Laso como Loreto Montes.
- Francisco Ossa como Manuel Castro.
- Bárbara Ruiz-Tagle como Macarena Palma.
- Pato Pimienta como Andrés Salas.
- Juan Pablo Miranda como Patricio Rojas.
- Daniela Palavecino como Pamela Matamala.
- Andrew Bargsted como Ignacio "Nashock" Castro.
- Vivianne Dietz como Belén González.
- Antonia Bosman como Antonia Acuña / Luz de luna.
- Rodrigo Walker como Felipe "Pipe" Acuña.
- Ignacia Uribe como Josefina Contreras.
- Santiago Urrejola como Ricardo "Zombie" Andrade.
- Valentina Becker como Trinidad Echenique.
- Lucas Mosquera como Juan "El Brooklyn".
- Lorenzo Carrasco como Camilo Acuña.
- Matilde Flores como Rocío Cornejo.

### Recurrentes e invitados
- Ana Reeves como Marta Contreras.[9]
- Óscar Hernández como Segismundo Salas.[10]
- Nelson Brodt como Felipe Hernández "Don Pipa".
- Juan José Gurruchaga como Renato Acuña.
- Karla Melo como Lucinda Peña / Lucinda Astudillo.

## Producción

#### Equipo
- Director de contenidos: Julio Rojas / Rodrigo Sepúlveda
- Productor ejecutivo: Mauricio Campos
- Guion: Carlos Galofré
- Director general: Rodrigo Meneses
- Productor general: Jenny Contreras
- Director: Francisca Bustamante

## Banda sonora
| Intérprete                           | Tema                           | Personaje(s)                    | Actor(es)                                       |
| ------------------------------------ | ------------------------------ | ------------------------------- | ----------------------------------------------- |
| Francisco Dañobeitía & Belén Soto    | «Nada ha cambiado»             | Tema central                    | Tema central                                    |
| Poison                               | «Nothin' But A Good Time»      | Javier                          | Marcelo Alonso                                  |
| Motley Crue                          | «Girls, girls, girls»          | Javier                          | Marcelo Alonso                                  |
| Antonia Bosman ft. Andrew Bargsted   | «Dos Mundos»                   | Antonia y Ignacio               | Antonia Bosman y Andrew Bargsted                |
| Cali                                 | «Yo te necesito»               | Javier y Bárbara                | Marcelo Alonso y María Elena Swett              |
| Soda Stereo                          | «Juego de seducción»           | Javier y Bárbara                | Marcelo Alonso y María Elena Swett              |
| The Hollies                          | «Long Cool Woman»              | Javier y Bárbara                | Marcelo Alonso y María Elena Swett              |
| Ricardo Arjona                       | «Señora de las cuatro décadas» | Javier y Ana María              | Marcelo Alonso y Carolina Arregui               |
| Gepe & Marcelo Alonso                | «Un gran vacío»                | Javier y Florencia              | Marcelo Alonso y Belén Soto                     |
| 330AM                                | «Tatuaré (Remix)»              | Bárbara y Rodrigo               | María Elena Swett y Néstor Cantillana           |
| Nacho                                | «Báilame»                      | Diego                           | Francisco Dañobeitía                            |
| Jandres                              | «Que nos miren»                | Diego y Florencia               | Francisco Dañobeitía y Belén Soto               |
| 330 AM ft. Belén Soto & Caro Morales | «Mientras dormías»             | Diego y Florencia               | Francisco Dañobeitía y Belén Soto               |
| Matías Oviedo                        | «Cuidao»                       | Ana María, Benjamín e Idelfonso | Carolina Arregui, Matías Assler y Otilio Castro |
| Emmanuel                             | «Todo se derrumbó»             | Idefonso y Ana María            | Otilio Castro y Carolina Arregui                |
| Beto Cuevas                          | «Mírame a los ojos»            | Benjamín y Constanza            | Matías Assler y Daniela Nicolás                 |
| Cholomandiga                         | «La exótika»                   | Rosa y Manuel                   | Alejandra Fosalba y Francisco Ossa              |
| Jano "El Cantante"                   | «Si tú te vas»                 | Patricio y Pamela               | Juan Pablo Miranda y Daniela Palavecino         |
| Pitbull                              | «Don't Stop the Party»         | Patricio                        | Juan Pablo Miranda                              |
| Anitta ft. Maluma                    | «Sim Ou Não»                   | Diego y Felipe                  | Francisco Dañobeitía y Rodrigo Walker           |
| Janno ft. Rami & Dw                  | «Para enamorarla»              | Andrés y Pamela                 | Patricio Pimienta y Daniela Palavecino          |
| Wisin                                | «Vacaciones»                   | Los alumnos del Bristol School  | Los alumnos del Bristol School                  |
| CNCO                                 | «Hey DJ»                       | Locaciones                      | Locaciones                                      |
| Attaque 77                           | «Soy rebelde»                  | Locaciones                      | Locaciones                                      |
| Los Prisioneros                      | «We are sudamerican rockers»   | Locaciones                      | Locaciones                                      |
| Jorge González                       | «Fe»                           | Locaciones                      | Locaciones                                      |
| Sebastián Yatra ft Wisin & Nacho     | «Alguien robó»                 | Locaciones                      | Locaciones                                      |

## Premios y nominaciones
| 2017 | Copihue de Oro   |                         |                   |          |
| 2017 | Copihue de Oro   | Mejor actriz            | Carolina Arregui  | Nominada |
| 2017 | Copihue de Oro   | Mejor actriz            | María Elena Swett | Nominada |
| 2017 | Copihue de Oro   | Mejor actor             | Marcelo Alonso    | Nominado |
| 2018 | Premios Caleuche |                         |                   |          |
| 2018 | Premios Caleuche | Mejor actor protagónico | Marcelo Alonso    | Nominado |
| 2018 | Premios Caleuche | Mejor actriz de soporte | Carolina Arregui  | Nominada |